# برج سوسو
برج سوسو (اسپانیایی: La torre de Suso‎) یک فیلم کمدی-درام اسپانیایی به کارگردانی خواکین اوریسترل است که در سال ۲۰۰۳ منتشر شد. این فیلم نامزد دریافت ۳ جایزهٔ گویا شد.

## گزیدهٔ بازیگران
- خاویر کامارا
- گونسالو د کاسترو
- مالنا آلتریو
- امیلیو گوتیه‌رس کابا
- فانی گاتی‌یر
- ماریانا کوردرو